# Otto Barblan
Otto Barblan, född 22 mars 1860 i S-chanf i Oberengadin, död 19 december 1943 i Genève, var en schweizisk musiker. 
Barblan åtnjöt betydande rykte som organist och orgelkompositör. Han skrev även större körverk.